# Tausend für eine Nacht
Tausend für eine Nacht ist eine 1932 entstandene deutsch-tschechoslowakische Filmkomödie von Max Mack, dessen letzter deutscher Film dies war, mit Claire Rommer, Jakob Tiedtke, Trude Berliner und Harald Paulsen in der Hauptrollen. Dem Film liegt der Schwank Stöpsel (1926) von Arnold und Bach zugrunde.

## Handlung
Schuhfabrikant Jakob Lauff reist mit seiner längst erwachsenen Tochter Erika in den böhmischen Kurort Marienbad. Er soll dort im Auftrag seiner Gattin Adele, die mit Hilfe einer Heiratsvermittlerin einen entsprechenden Ehekandidaten ausgeguckt hat, die nichts ahnende Erika bei ihrem ersten Treffen mit eben jenem Herrn von Donnersberg, einem vermögenden Gutsbesitzer, begleiten. Erika, dies ist der Wunsch der Eltern, soll nämlich endlich unter die Haube gebracht werden. Die ahnt rein gar nichts von diesem Kuppelversuch. Vater und Tochter Lauff werden von Lauffs Freund Haberland begleitet, der ebenfalls eine Aufgabe zu erledigen hat: Er will seinen Neffen Peter Stengel und dessen derzeitige Geliebte, die leichtlebige Tanzsoubrette Ossy Walden, auseinander bringen, weil sie diesem a) ihm nicht gut tut und b) ihn reichlich Geld kostet. Im Hotel angekommen, macht Jakob sogleich die Bekanntschaft einer jungen, „verruchten“ Dame, die in Flirtlaune ist. Strohwitwer Jakob würde die Frau gern näher kennen lernen, ist aber in derlei Dingen vollkommen unerfahren und bittet Freund Haberland um Assistenz. Der muss erstaunt feststellen, dass es sich um besagte Ossy handelt, die sich im Hotel als Frau Stengel eingetragen hat. Dies kommt Haberland zupass, denn wenn er Lauff mit Ossy zusammenbringt, bringt er zwangsläufig auch seinen Neffen mit der Entertainerin auseinander. Um auf Nummer Sicher zu gehen, schickt Haberland seinen Neffen zeitgleich ins benachbarte Karlsbad.
Ossy erweist sich als ziemlich berechnendes Luder. Sie erkennt, dass ihr neuer Verehrer Jakob Lauff ein reichlich naiver Simpel ist, den man leicht ausnehmen kann. Ehe Peter nach Karlsbad entschwinden kann, entwirft sie einen hinterhältigen Schlachtplan: Während sie sich mit Jakob abends in einer lauschigen Loge zum Tête-à-Tête trifft, soll Peter als betrogener „Ehemann“ hinzustoßen und dem vermeintlichen Ehebrecher eine Szene machen. Um nicht vor seiner Frau desavouiert zu werden, erhofft man von Jakob ein hübsches Erpressungssümmchen. In der Zwischenzeit hat Erika, die eigentlich im Mittelpunkt dieser Reise stehen sollte, in dem Jazzmusiker Frank Wellner einen jungen Mann kennen gelernt, der ihr gefällt. Sie ist von ihm mächtig beeindruckt und tanzt schließlich mit ihm entfesselt zu flotten Musikrhythmen. Wenig später stößt auch Vater Jakob zu der Tanzveranstaltung und ist außer sich. Als Erika erfährt, was der eigentliche Grund dieser Reise ist, verkracht sie sich mit ihrem Vater. Ehe es am nächsten Tag zum Treffen mit dem von der Heiratsvermittlung vorgesehenen Mann kommen kann, nimmt Erika mit dem Auto Reißaus und sammelt den soeben gefeuerten Musiker Frank auf der Straße auf. Beide entschwinden mit unbekanntem Ziel.
Dies ist nicht das einzige Missvergnügen für Jakob Lauff, denn während Erikas Flucht ins Freie wartet ja auch noch die Venusfalle, die Ossy ihm gestellt hat. Lauff, eigentlich ein braver Ehemann, wird nun diese Frau nicht mehr los und überlässt ihr sogar für kommende Nacht sein Bett, während er ins Badezimmer flüchtet und in der Wanne nächtigt. Am nächsten Morgen taucht Erikas Ehekandidat von Donnersberg auf, der prompt auf Ossy stößt und diese für Erika hält. Ossy, die nun keine Chance mehr sieht, bei Jakob abkassieren zu können, erkennt in dem Ehesuchenden ein neues potenzielles Opfer. Jener Herr von Donnersberg, in Wahrheit aber nur ein Hochstapler, ist derart begeistert von Ossy, dass es in Windeseile zu einer Verlobung mit der berechnenden Tanzsoubrette kommt. Dies bringt nun aber den alten Lauff in Erklärungsnot gegenüber seiner Frau daheim, der er bereits telegrafisch die Verlobung von beider Tochter Erika mit eben jenem Herrn Donnersberg avisiert hatte. Augenblicklich macht sich Frau Lauff auf die Reise. Als sie im Hotel in Marienbad eintrifft, ist das Chaos perfekt, weil sich gleich mehrere Herren als Donnersberg ausgeben. Während sich final der echte Donnersberg von Adele Lauff eine Ohrfeige einfängt, kehren die geflüchteten Erika Lauff und Frank Wellner von ihrer Liebesfahrt, die sie nach Prag geführt hatte, unter der Bedingung, dass sie ihren Jazzmusiker heiraten darf, in den Kurort zurück. Nunmehr wird eine Ehevermittlung wohl nicht mehr nötig sein …

## Produktionsnotizen
Die Dreharbeiten zu Tausend für eine Nacht begannen im August 1932 und endeten am 10. September desselben Jahres. Gedreht wurde in den Prager Vinohrady-Ateliers und im Kurort Marienbad sowie in den Schuhfabrik Leiser Berlin. Die Berliner Premiere erfolgte am 10. Januar 1933 im Marmorhaus.
Dagobert Koßmann übernahm die Produktionsleitung, Conrad Flockner die Aufnahmeleitung. Erich Zander entwarf die Filmbauten. Willy Schmidt-Gentner übernahm die musikalische Leitung. Alexander Dembo zeichnete für den Ton verantwortlich. Die deutschen Dialoge schrieb Charlie Roellinghoff.
Die tschechische Filmversion hieß Tisíc za jednu noc, hatte ausschließlich einheimische Darsteller und lief am 3. Februar 1933 in zwei Prager Kinos an.

## Musik
Folgende Musiktitel wurden gespielt:
- Für Montag hab’ ich einen älteren Diplomaten
- Kleine Frau, warum bist du nicht meine Frau?
- Wenn ich nicht so arm wär’

Es singen die Kardosch-Sänger.

## Kritik
Die Österreichische Film-Zeitung sah in Tausend für eine Nacht einen „von Max Mack flott inszenierten Film …, der dank der ausgezeichneten, humorvollen Darstellung reichlichen Stoff zum Lachen bietet.“